# DK Гончих Псов
DK Гончих Псов (лат. DK Canum Venaticorum) — двойная затменная переменная звезда типа Алголя (EA) в созвездии Гончих Псов на расстоянии приблизительно 403 световых лет (около 124 парсек) от Солнца. Звёздная величина диапазона Rc звезды — от +12,68m до +12,32m. Орбитальный период — около 0,495 суток (8,7793 часа).
Открыта группой астрономов проекта ROTSE-1 в 2000 году**.

## Характеристики
Первый компонент — оранжевый карлик спектрального класса K7V. Масса — около 0,44 солнечной, радиус — около 0,79 солнечного, светимость — около 0,16 солнечной. Эффективная температура — около 5454 K.
Второй компонент — красный карлик спектрального класса M. Масса — около 0,24 солнечной, радиус — около 0,59 солнечного, светимость — около 0,03 солнечной. Эффективная температура — около 3123 K.